# 劉嘉猷
劉嘉猷，號崑溟，南直隶松江府上海縣人。明朝政治人物。

## 生平
万历十九年（1591年）辛卯科应天府乡试举人，萬曆二十六年（1598年）戊戌科进士，吏部觀政，授福建侯官知县，三十三年升南京刑部主事。

## 延伸阅读
[在维基数据编辑]